# قلب (نماد)

قلب یا دِل (♥) می‌تواند به عنوان نشانه احساسی، معنوی، اخلاقی، استفاده شود. در گذشته قلب به عنوان نماد فکری یک انسان استفاده می‌شده‌است.

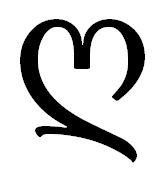
حرف ღ در الفبای کنونی گرجی، اغلب به عنوان نمادی برای قلب استفاده می‌شود.

## تاریخچه

### ریشه‌ها
چند فرضیه‌ برای ریشه‌یابی این نماد پیشنهاد شده‌است. یکی اینکه این نماد برداشتی از شکل بذر گیاه سیلفیوم در زمان باستان بوده که به عنوان یک داروی ضدبارداری گیاهی استفاده می‌شده. دیگری اینکه شاید این نماد، تصوری از ویژگی های بدن زنان بوده‌است، مانند سینه‌ها، باسن ، تپه ونوس یا فرج.
فرضیه‌های مختلفی کوشیدند تا «نماد قلب» که در اواخر قرون وسطی فرگشت یافته‌بود را با نمونه‌هایی از شکل هندسیَش در دوران باستان مرتبط کنند. چنین نظریه‌هایی، نوین هستند و از دهه ۱۹۶۰ به بعد ارائه شده‌اند، و همچنان در حد حدس و گمان باقی مانده‌اند، زیرا هیچ تداومی بین نمونه‌های باستانی و اواخر قرون وسطایی دیده نمی‌شود.

### نخستین به‌کارگیری‌ها

#### دوران باستان
بر روی نقش برجسته‌های گچی و دیوارهای مختلف که از خرابه‌های تیسفون پایتخت ایران کاوش شده‌اند، شکل‌های قلب دیده می‌شود.(۹۰ پیش از میلاد تا ۶۳۷ پس از میلاد.)

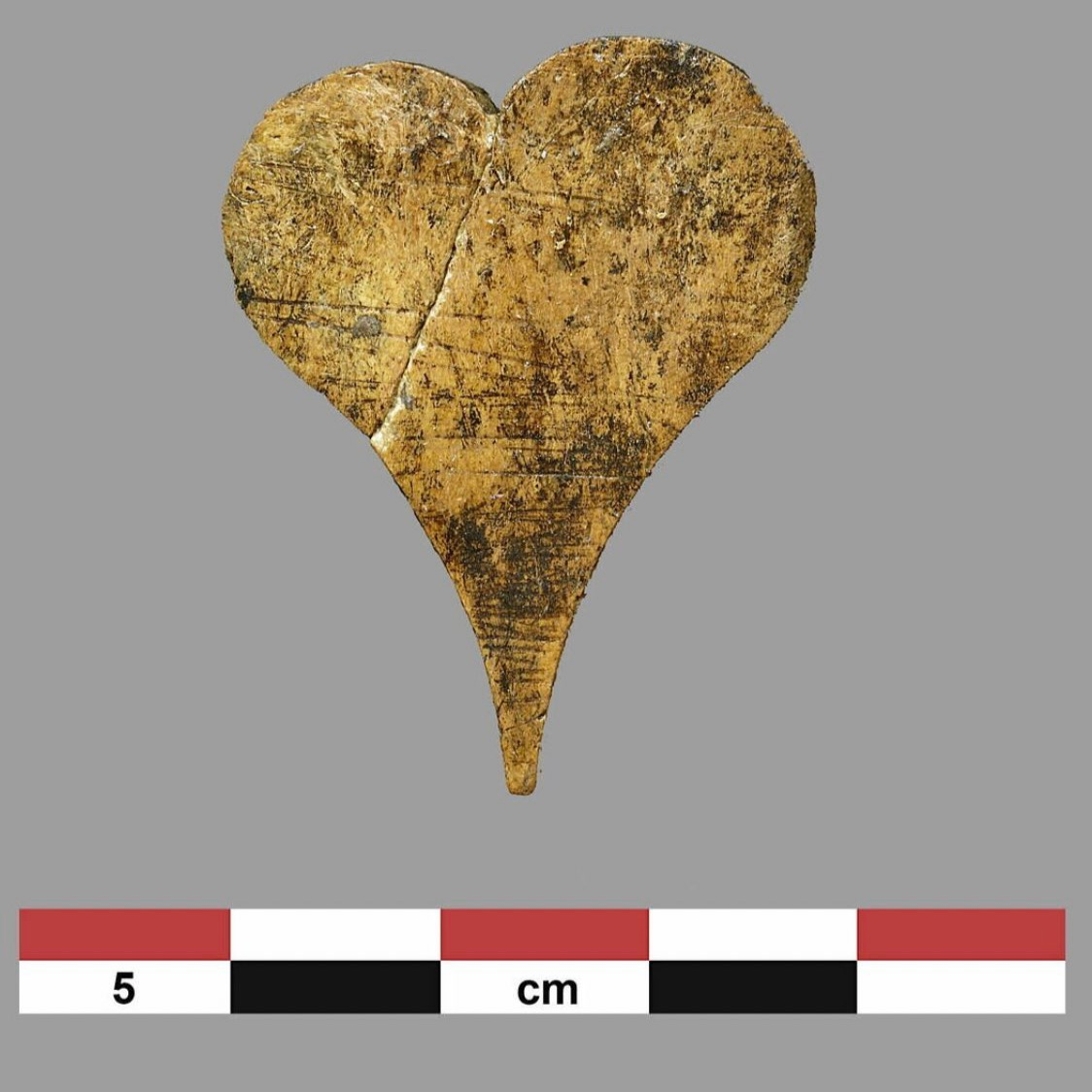
یک قلب مربوط به دوران هخامنشی، در موزه لوور، که با عاج فیل ساخته شده‌است.

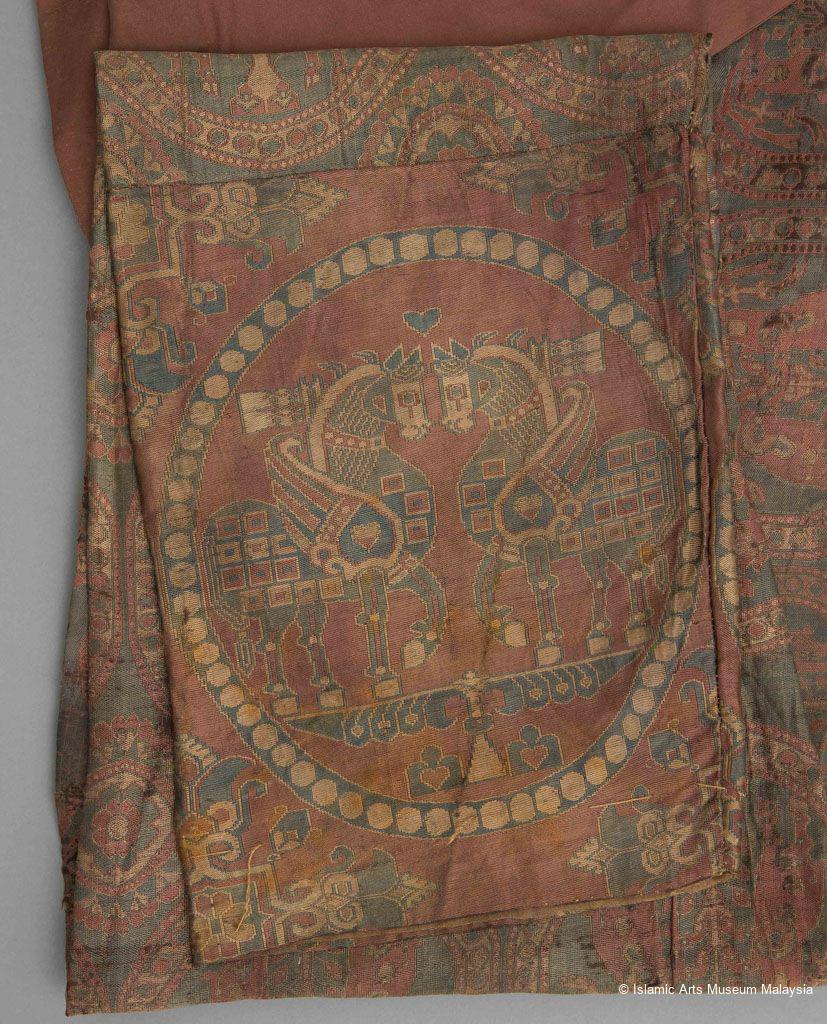
یک پارچه‌ی ساسانی، یافت‌شده در سغد، قرن نخست هجری، در موزه مالزی، که در بالای دو اسب بالدار، نماد قلب آمده‌است. تقابل اسب‌ها نیز، شکلی از قلب را ایجاد کرده.

از برگ‌های انجیر معابد به شکل قلب در تصاویر هنری تمدن دره سند استفاده‌شده‌است: یک آویز قلبی که از آنجا کشف شده و اکنون در موزه ملی دهلی به نمایش گذاشته‌شده‌است. در قرن ۵ تا ۶ پیش از میلاد، شکل قلب برای نشان دادن میوه‌ی قلبی‌شکلِ گیاهِ سیلفیوم، (که احتمالاً به عنوان داروی تقویت جنسی و ضدبارداری بوده) به‌کار می‌رفته. سکه‌های نقره متعلق به سیرن قرن پنجم تا ششم پیش از میلاد دارای طرحی مشابه هستند که گاهی با گیاه سیلفیوم همراه است و به نظر می‌رسد نشان دهنده دانه یا میوه آن است.
از گذشته تا کنون، در ژاپن، نماد قلب را اینُم Inome (猪) به معنای چشم گراز وحشی می‌نامند و برای دفع ارواح شیطانی است. در تزئینِ زیارتگاه‌های شینتو ، معابد بودایی ، قلعه‌ها و سلاح‌ها به‌کار گرفته‌شده. قدیمی‌ترین نمونه‌های این الگو در برخی از تسوباهای اصلی ژاپنی (نگهبان شمشیر) به سبک توران گاتا تسوبا ( تسوبای تخم‌مرغی‌شکلِ واژگون) دیده می‌شود که از قرن ششم تا هفتم به شمشیرها وصل می‌شدند. تسوبا به شکلِ نماد قلبِ توخالی‌شده بود.

#### دوران میانه
اگرچه این شکل در بسیاری از آثار و متون کتیبه‌ای باستانی استفاده‌شده‌است اما ترکیب شکل قلب و استفاده از آن در استعاره قلب در اواخر قرون وسطی ایجاد شد. بر اساس نمونه‌های اولیه‌ی احتمالی یا مستقیما در قرن ۱۳ تا ۱۴، نماد قلب در معنای عشق، در قرن ۱۵ توسعه یافت و در طول قرن ۱۷ در اروپا رایج شد.
پیش از سَدِه(قرن) چهاردهم، شکل قلب با معنای استعاره‌ای همراه نبود. شکل هندسیَش در منابع بسیار قدیمی‌تر یافت می‌شود، اما معنایِ قلب را نمی‌نمایاند، بلکه معمولاً در معنای شاخ و برگ گیاهان است: نمونه‌هایی از برگ‌های انجیر دوران باستان، و در نمادنگاری و هرالدری‌های قرون وسطی معمولاً به‌عنوان برگ‌های پیچک و نیلوفر آبی.
اولین تصویر شناخته شده از قلب در مفهوم عشق، به دهه ۱۲۵۰میلادی برمی‌گردد. در مینیاتوری با تزیین یک "S" بزرگ، با عنوان  Roman de la poire است که در آن فردی زانو زده و قلبش را به دختری تقدیم می‌کند. قلب در اینجا شبیه یک مخروط کاج است (برعکس نگه داشته‌شده و نوکش رو به بالا)، که مطابق با توصیف‌های قرون وسطایی است. با این حال، در این مینیاتور، آنچه شکل قلب را نشان می‌دهد، تنها نتیجه انگشت عاشقی است که بر روی یک شی قرار‌گرفته‌است. طرح کلی شکل جسم تا اندازه‌ای پنهان است و بنابراین ناشناخته است. ضمنا، عنوان فرانسوی نسخه‌ی خطی که دارای مینیاتور است، به انگلیسی به "رمان گلابی" ترجمه می‌شود. بنابراین جسم قلبی‌شکل، گلابی خواهدبود. این نتیجه که گلابی، نشان‌دهنده‌ی قلب است، مشکوک است. بنابراین نگرش‌ها در مورد این که این تصویر، نخستین تصویر از قلب به عنوان نماد عشق است یا نه، متفاوت است.

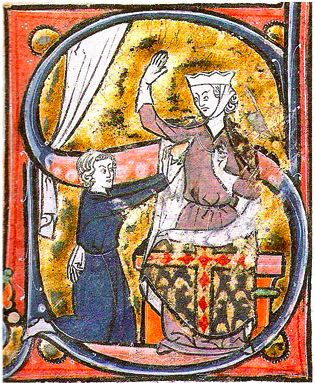
نقاشی مذکور در بند پیشین

جوتو در نقاشی ۱۳۰۵، در نقاشی کلیسای کوچکِ Scrovegni ( پادوآ )، تمثیلی از خَیِّری را می‌نمایاند که قلب خود را به عیسی می‌دهد. این قلب نیز به شکل مخروط کاج، بر اساس توصیفات تشریحی آن روز (وارونه) به تصویر کشیده‌ شده‌است. 

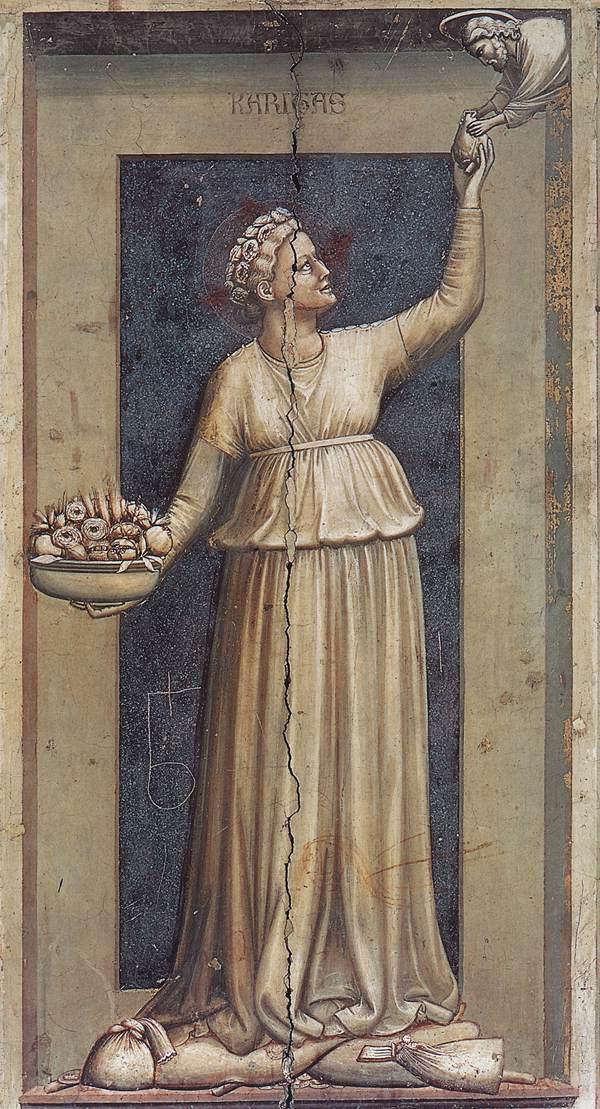
نقاشی مذکور در بند پیشین

این نماد با یک فرورفتگی در پایه آن، در اوایل قرن چهاردهم به وجود آمد؛ در ابتدا فقط کمی فرورفته بود؛ مانند مینیاتورهای Documenti d'amore از فرانچسکو دا باربرینو.(پیش از ۱۳۲۰ میلادی)نمونه کمی پسین‌تر با فرورفتگی بارزتر در دست نوشته‌ای از صومعه سیسترسین در بروکسل یافت شده‌است. بنابراین قراردادِ نمایاندن یک فرورفتگی در پایه‌ی قلب تقریباً همزمان با قراردادِ نمایاندن قلب با نوکِ رو به پایین، گسترش یافت. قلب قرمز فرورفته مدرن از اواخر قرن ۱۶ در برگه‌ها بازی استفاده می‌شود.

### رنسانس
گل رز لوتر، مُهری بود که به دستور شاهزاده جان فردریک در سال ۱۵۳۰ برای مارتین لوتر طراحی شد. وقتی که لوتر در قلعه کوبورگ اقامت داشت. لوتر توضیحی درباره این نماد به لازاروس اشپنگلر نوشت: «صلیب سیاهی در قلب که رنگ طبیعی خود را حفظ می‌کند تا به خود یادآوری کنم که ایمان به مصلوب(عیسی مسیح)، ما را نجات می‌دهد. "زیرا کسی که از دل ایمان بیاورد دادگر خواهد شد"( نامه به رومیان 10:10).
آئورت در برخی از تصاویر قلب تا قرن هجدهم به عنوان یک برآمدگی در بالا که در مرکز بین دو برآمدگی، نشان داده‌شده‌است، حال آنکه در قرن پانزدهم این‌چنین نبود.

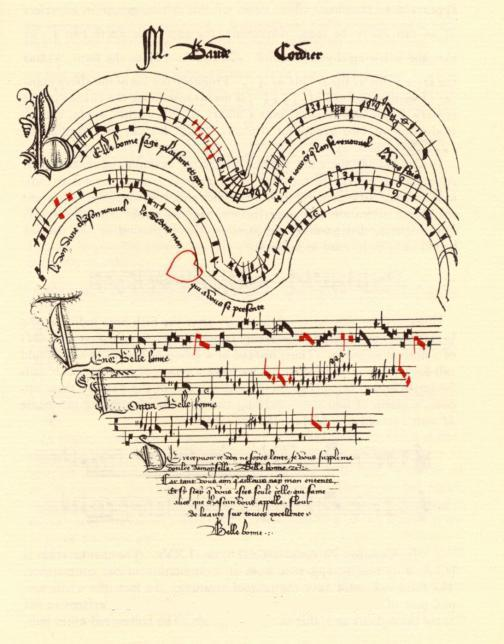
از بااُد کُردیِر که قطعه موسیقی را به شکل قلب کشیده‌است. قرن چهاردهم.
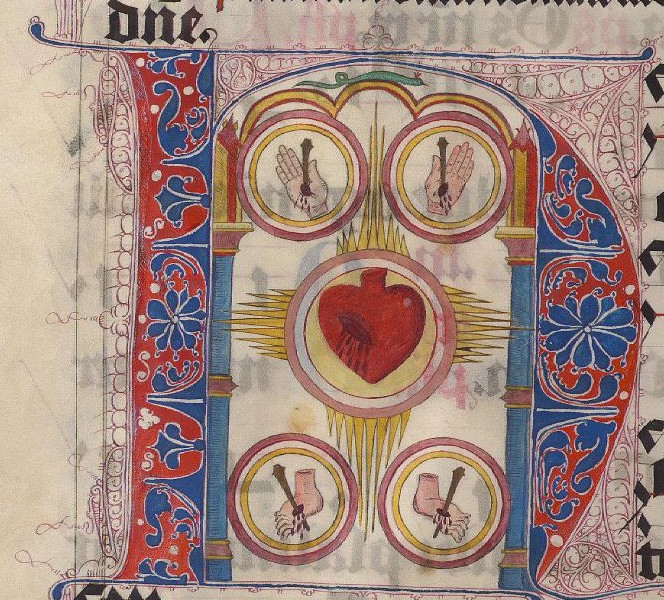
تصویری از زخم‌های معروفی که قاتلان عیسی مسیح بر دستان و پاها و قلب او وارد کردند. قرن پانزدهم. از لنس لونگینوس
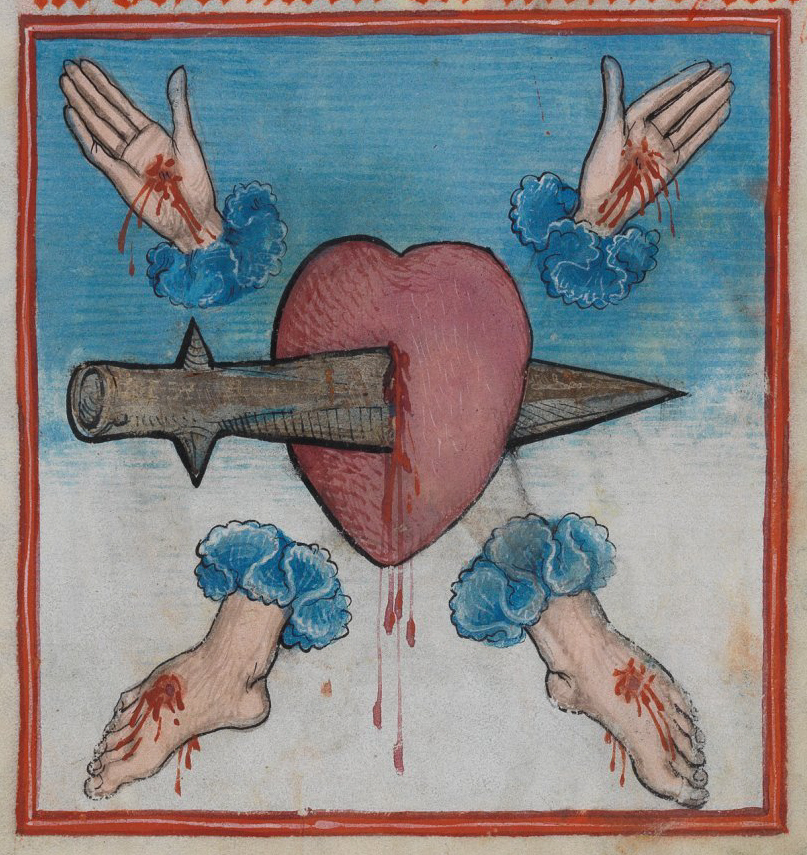
پنج زخم عیسی. سال ۱۴۸۶
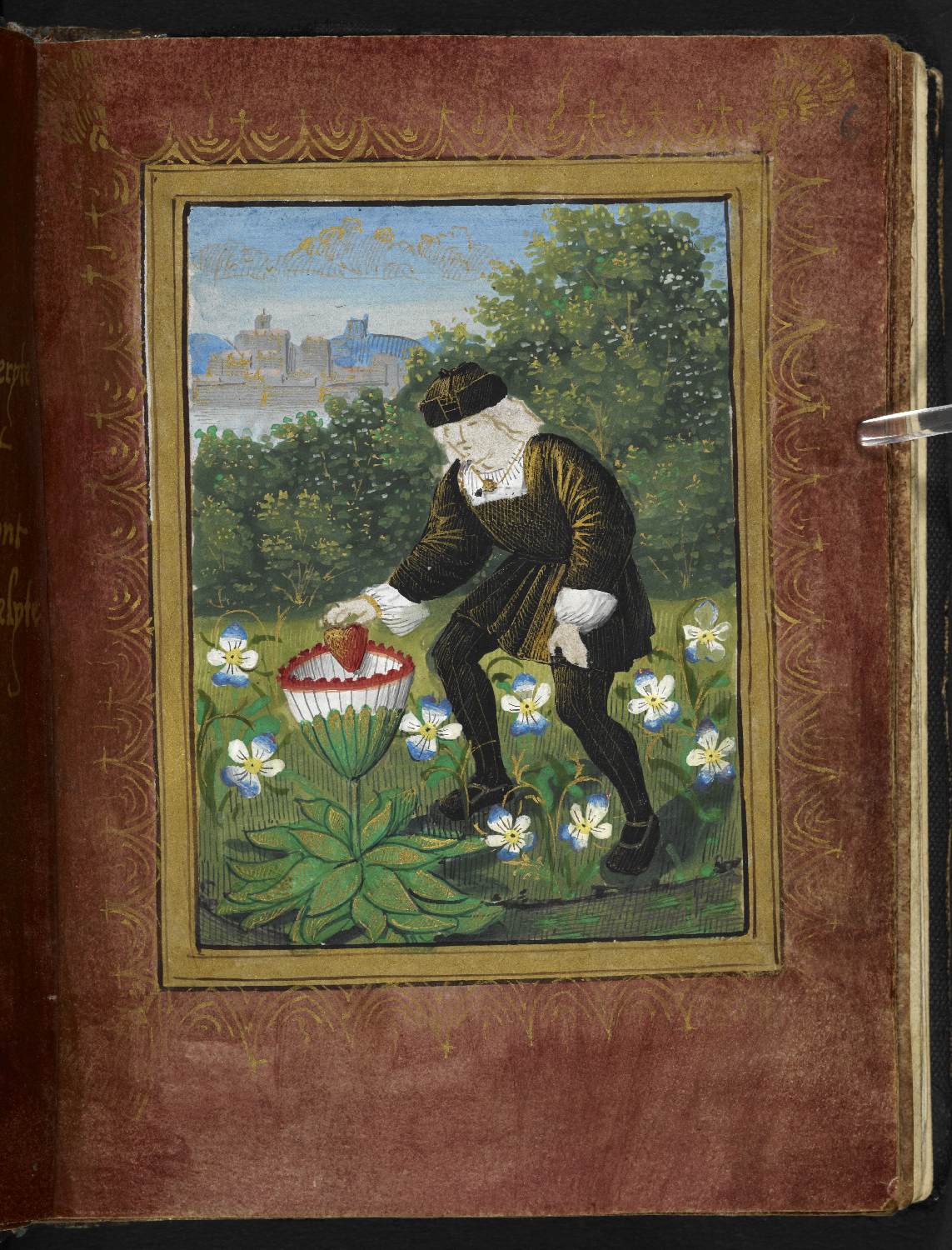
نقاشی‌ای از پتیت لیور داموز که شخصی قلبش را درون گل مارگارت(معشوقه‌اش) می‌گذارد.(عاشق مارگارت است.) حدود سال ۱۵۰۰.
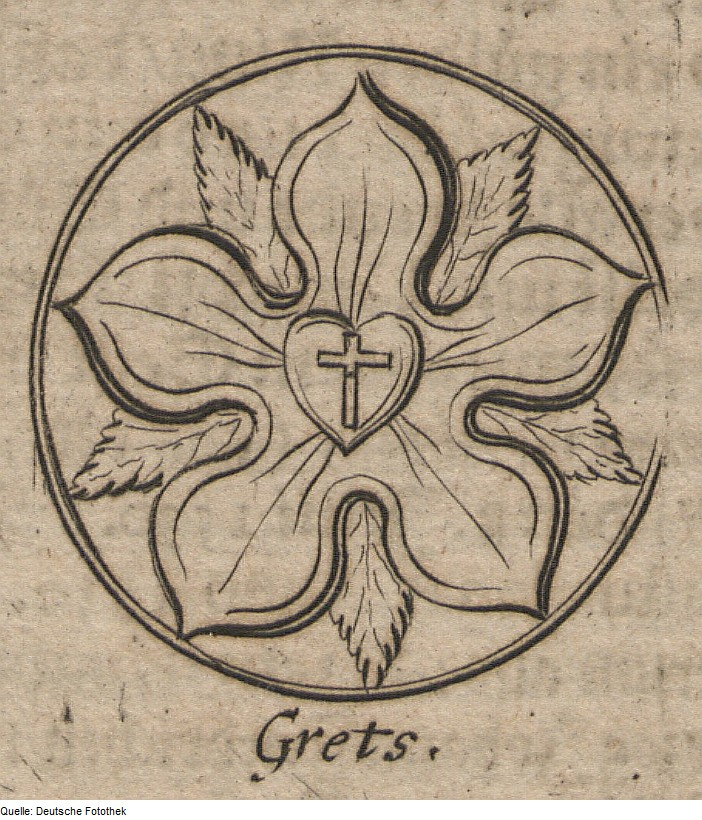
رز لوتر چاپ مجدد در ۱۷۰۶ از روی نسخه‌ی ۱۵۳۰.
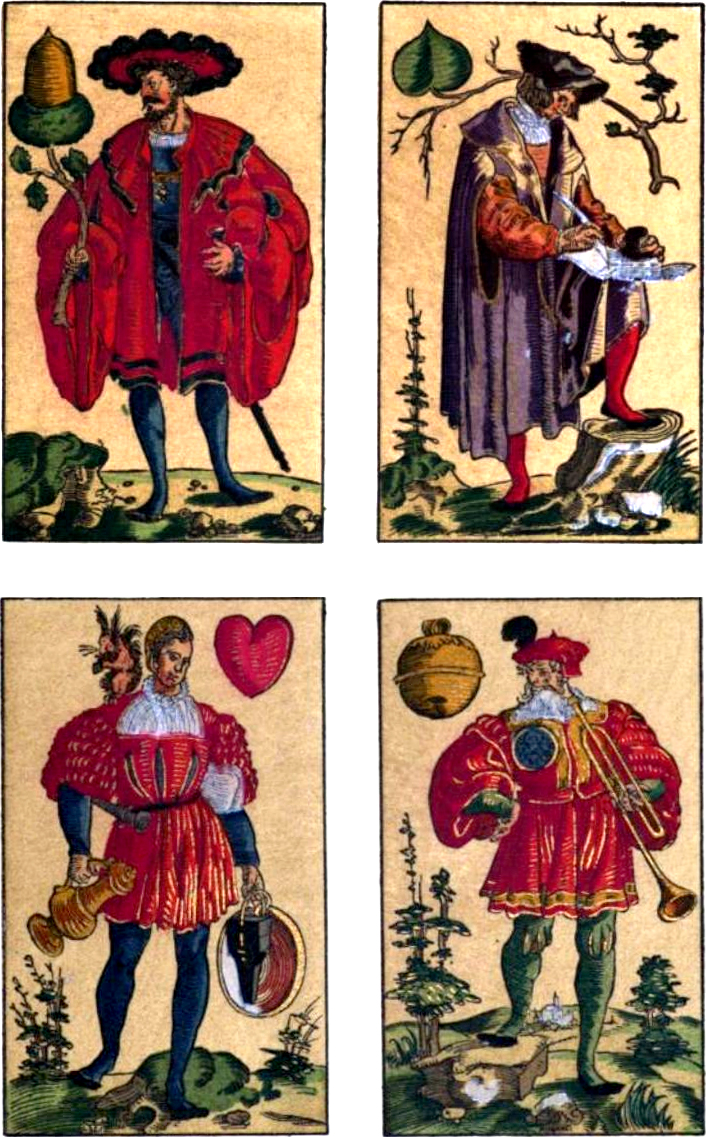
کت و شلوار قلبی و نماد قلب در یک دسته‌کارت بازی، دهه ۱۵۴۰ آلمان.
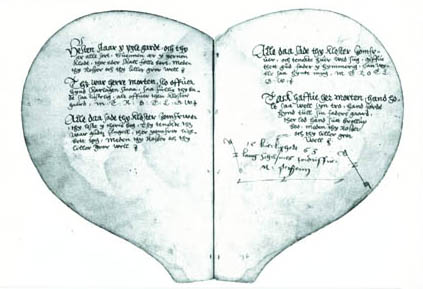
کتاب قلب؛ دست‌نوشته‌ای که نوشته‌هایی عاشقانه را در ۱۵۵۰ درون طرح‌های قلب‌شکل دارد.
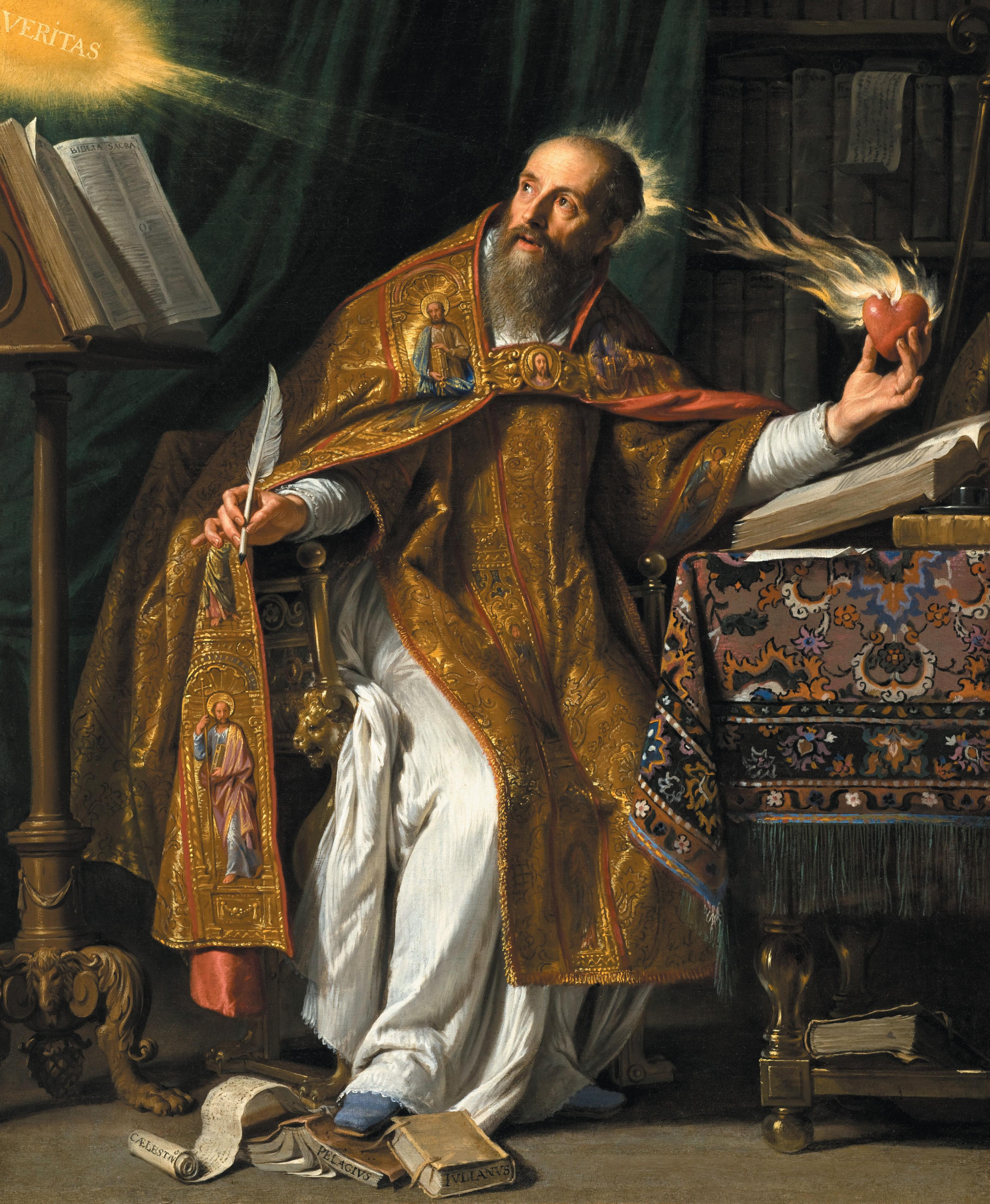
هیپوی آگوستین که قلبی در دست دارد که توسط نور حقیقت الهی روشن می‌شود. سال ۱۶۵۰
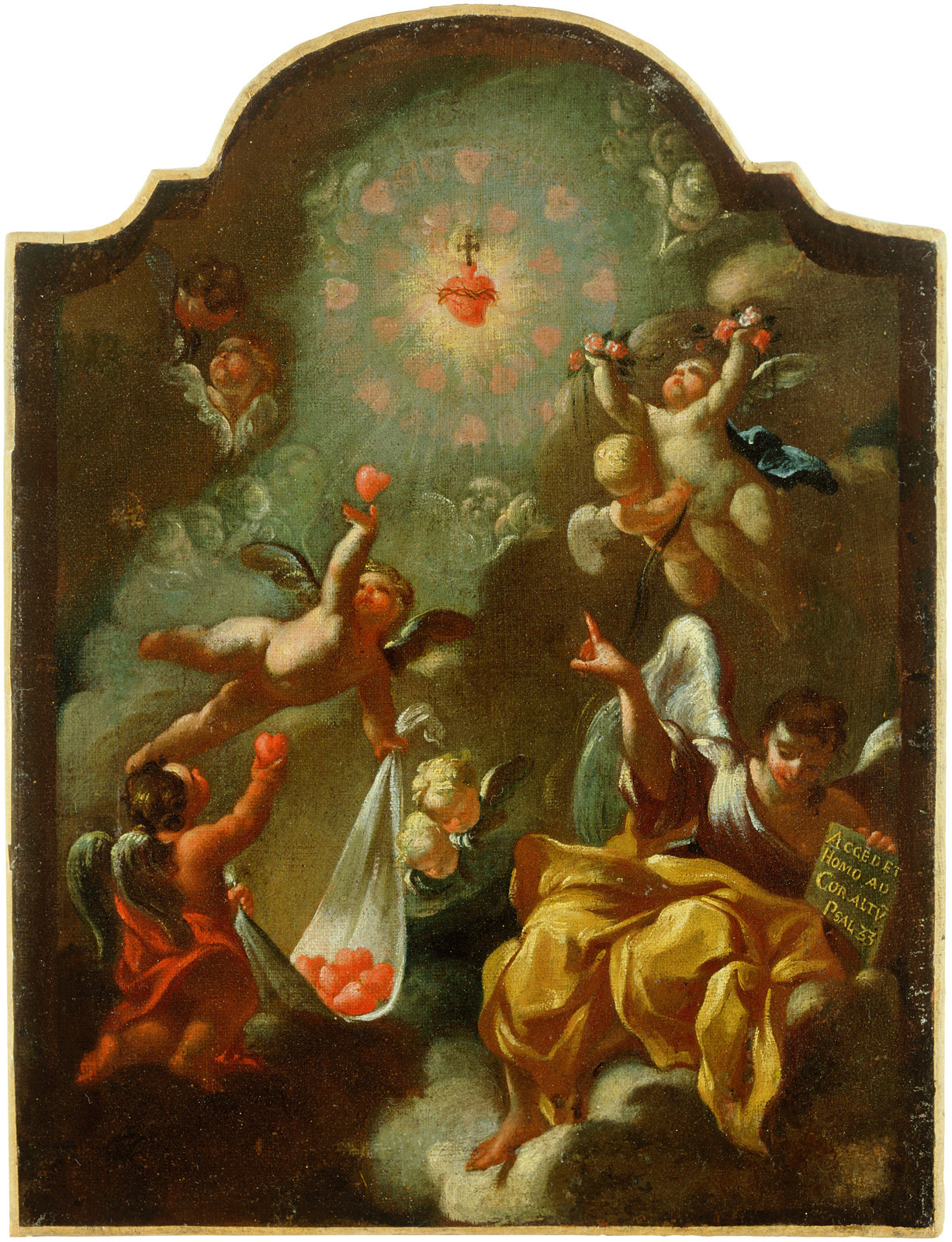
قلب عیسی. سال ۱۷۰۵ از رابرت لالانگ.
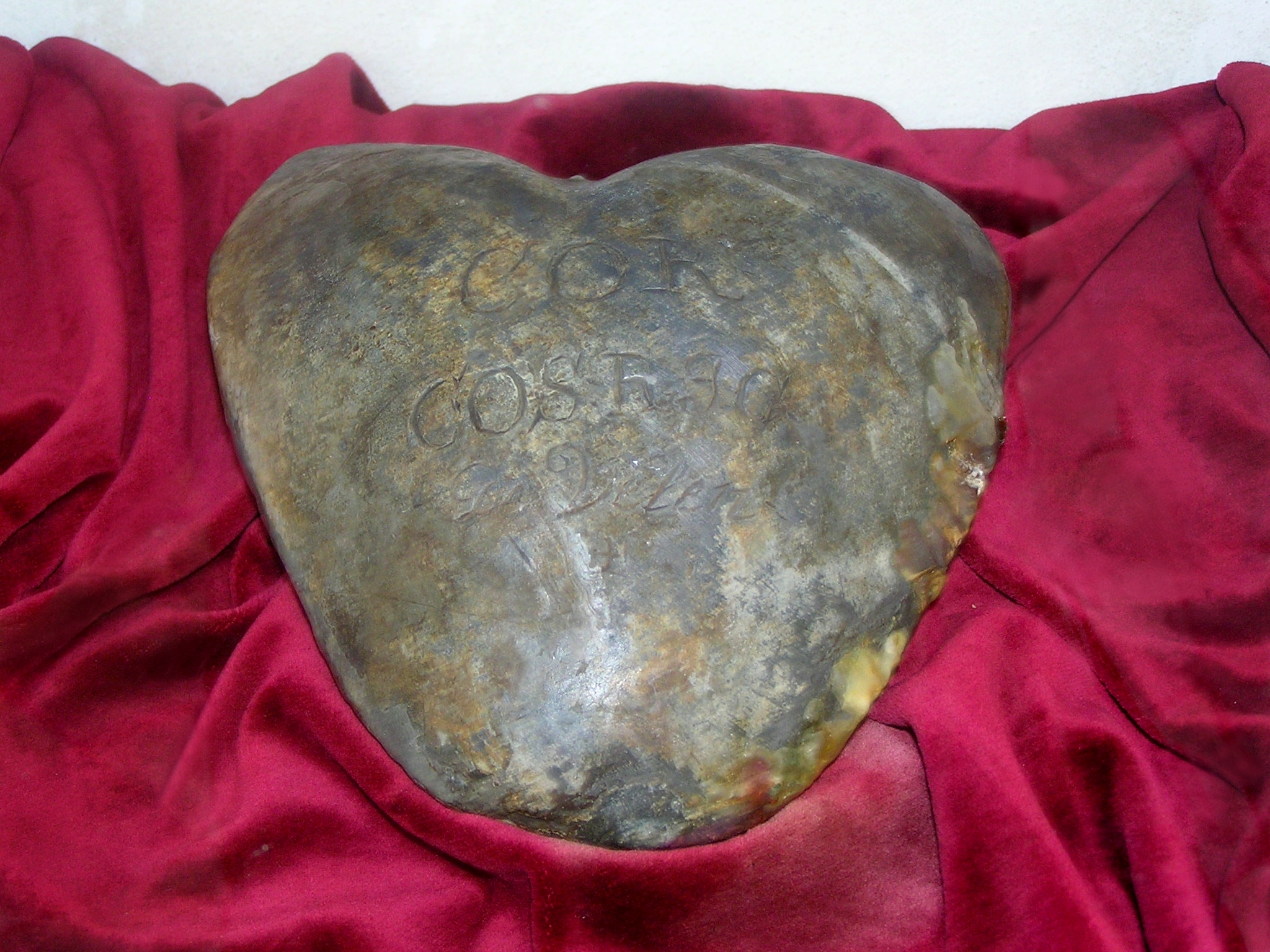
قلب سربی نمازخانه راسفلد. سال ۱۷۳۳
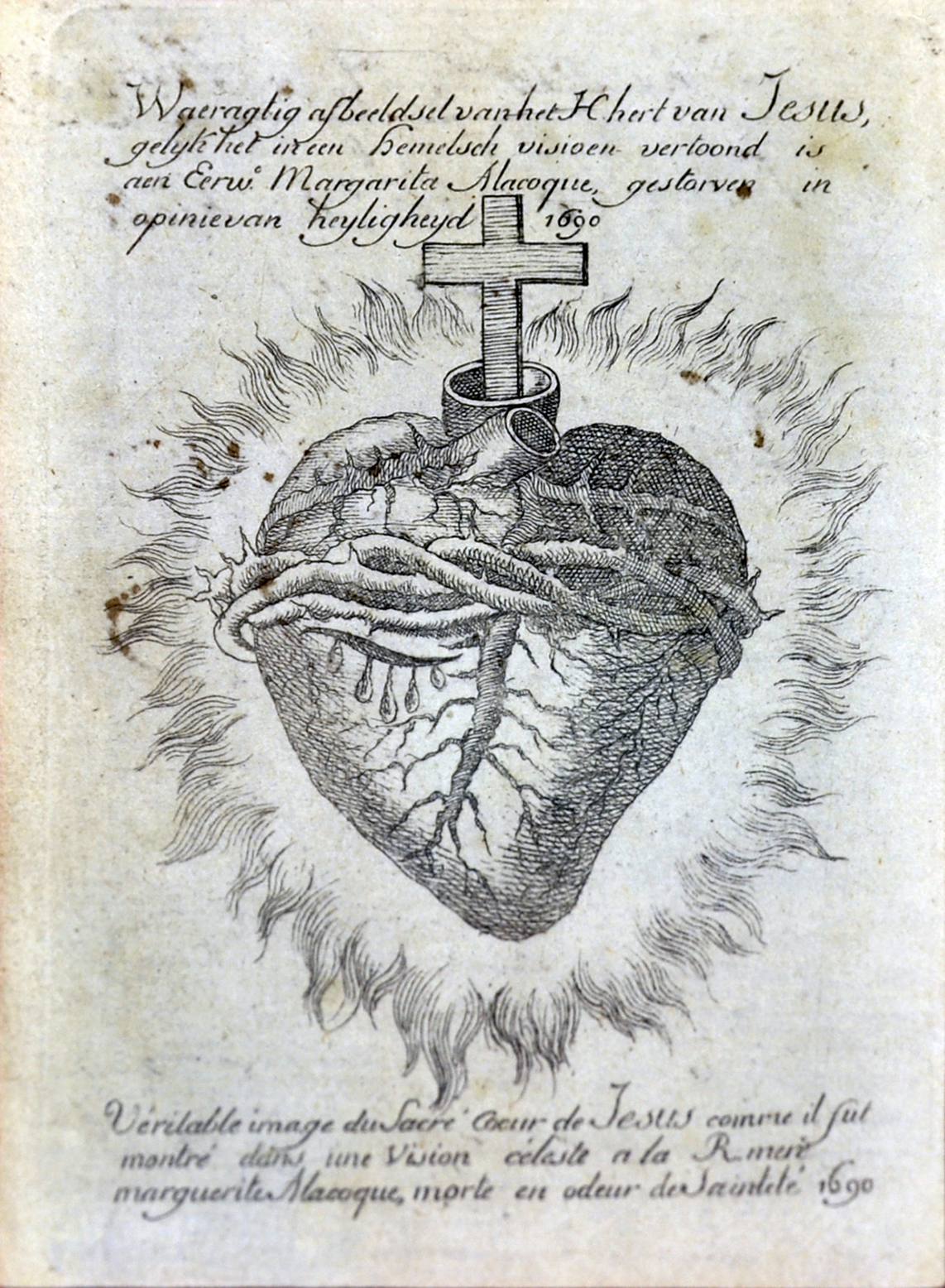
تصویری از قرن ۱۸ از قلب عیسی از رویای مارگریت ماری آلاکوک. تصویر قلب از نظر آناتومیک درست است: هم آئورت و هم شریان ریوی قابل رویت هستند. صلیب داخل آئورت قرارمی‌گیرد.
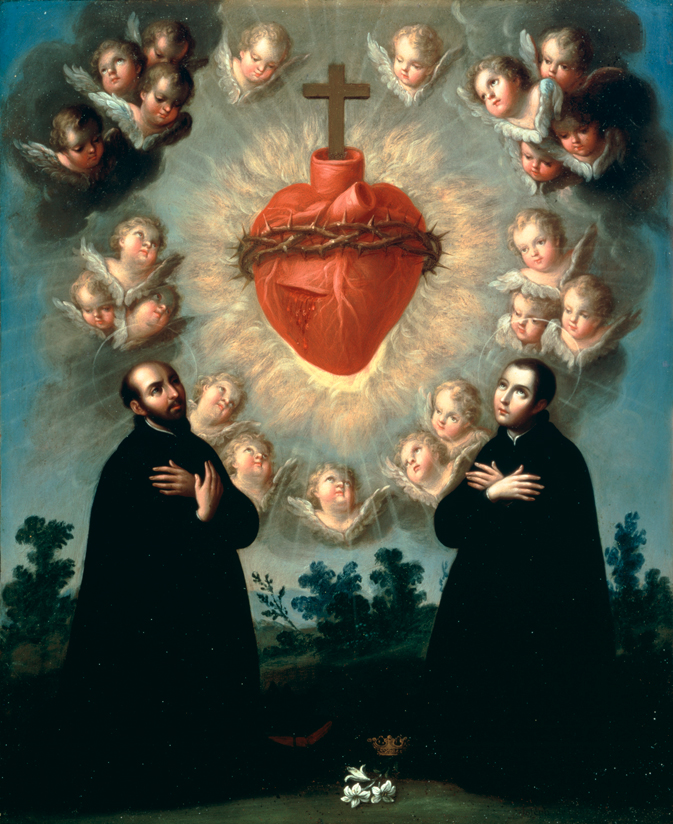
نقاشی دیگری که قلب را درست کشیده. سال ۱۷۷۰ از جوزه ده پااِز.

### دوران معاصر
از قرن نوزدهم، این نماد اغلب در کارت‌های روز ولنتاین، جعبه‌های آب نبات، و مصنوعات مشابه فرهنگ عامه به عنوان نمادی از عشق به کار رفت.
استفاده از نماد قلب به‌عنوان لوگوگراف برای فعل انگلیسی «دوست داشتن(پسندیدن)» از به‌کارگیری در « I ♥ NY » که در سال ۱۹۷۷ معرفی شد، ناشی می‌شود.
این نماد اغلب برای نمایاندن سلامتی و جانِ بازیکن در بازی‌های ویدیویی استفاده می‌شود. در دهه ۱۹۹۰ نیز در آمریکا برای نشان‌دادن سلامتی خوراکی‌ها و غذاها به کار رفت.

## کد کامپیوتری
| نشان | توضیحات                                      | کد اچ‌تی‌ام‌ال                     | کد آلت     |
| ---- | -------------------------------------------- | ------------------------------- | ---------- |
| ♡    | U+2661 خال قلب سفید                          | &#x2661; یا &#9825;             | Alt + 9825 |
| ♥    | U+2665 خشت سیاه                              | &#x2665; or &#9829; or &hearts; | Alt + 9829 |
| ❤    | U+2764 HEAVY BLACK HEART                     | &#x2764;                        |            |
| ❥    | U+2765 ROTATED HEAVY BLACK HEART BULLET      | &#x2765;                        |            |
| ❣    | U+2763 HEAVY HEART EXCLAMATION MARK ORNAMENT | &#x2763;                        |            |

و برای بازه نمادها و تصاویر گوناگون با ایموجی تعریف می‌شود:
| نشان | توضیحات                   | کد اچ‌تی‌ام‌ال | کد آلت |
| ---- | ------------------------- | ----------- | ------ |
| 💑   | U+1F491 COUPLE WITH HEART | &#x1f491;   |        |
| 💓   | U+1F493 BEATING HEART     | &#x1f493;   |        |
| 💔   | U+1F494 BROKEN HEART      | &#x1f494;   |        |
| 💕   | U+1F495 TWO HEARTS        | &#x1f495;   |        |
| 💖   | U+1F496 SPARKLING HEART   | &#x1f496;   |        |
| 💗   | U+1F497 GROWING HEART     | &#x1f497;   |        |
| 💘   | U+1F498 HEART WITH ARROW  | &#x1f498;   |        |
| 💙   | U+1F499 BLUE HEART        | &#x1f499;   |        |
| 💚   | U+1F49A GREEN HEART       | &#x1f49a;   |        |
| 💛   | U+1F49B YELLOW HEART      | &#x1f49b;   |        |
| 💜   | U+1F49C PURPLE HEART      | &#x1f49c;   |        |

## تعریف ریاضی
تعداد زیادی از معادلات ریاضی هستند که می‌توان به کمک آنها نشان قلب را ترسیم کرد که دل‌وار نام دارد. که یک برون‌چرخ‌زاد با تیزه است.
معادله دیگری مانند x2+y2−1)3−x2y3=0 می‌تواندشکل قلب را ترسیم نماید.